# آیروجت ژنرال ایکس-۸
آیروجت ژنرال ایکس-۸ (به انگلیسی: Aerojet General X-8) یک موشک تحقیقاتی غیر هدایت شونده طراحی شده برای حمل کلاهک ۶۸ کیلوگرمی تا ارتفاع ۶۱ کیلومتری جهت تحقیق در اتمسفر فوقانی بود. سرعت ایکس-۸ به حدود ۶ ماخ می‌رسید.